# Anchistus custoides
Anchistus custoides är en kräftdjursart som beskrevs av Bruce 1977. Anchistus custoides ingår i släktet Anchistus och familjen Palaemonidae. Inga underarter finns listade i Catalogue of Life.